# Alai Darwaza
Alai Darwaza (en urdu: علاء دروازه‎, lit. 'Puerta de Aladín') es una puerta monumental que sirve de entrada/salida meridional en el muro perimetral de la mezquita Quwwat-ul-Islam del complejo de Qutb en Delhi. Fue construido en arenisca por el sultán de la dinastía Khilji Alaudín en 1311 y su estilo anticipa la arquitectura mogol. El complejo «Qutb Minar y sus monumentos (Delhi)», es desde 1993 Patrimonio de la Humanidad. que lo describe  así: 

Construido a principios del siglo XIII, a unos kilómetros al sur de Delhi, el minarete de Qutb Minar es una torre de arenisca roja de 72,5 metros de altura, con un diámetro de 14,32 metros en su base y de 2,75 metros en su cúspide. Su pared exterior está ornamentada, alternativamente, con acanaladuras de aristas agudas y redondeadas. La zona arqueológica en la que se encuentra posee varias tumbas, la magnífica Puerta de Alai Darwaza, obra maestra del arte indomusulmán construida en 1311, y dos mezquitas. Una de ellas, la de Quwwat Ul Islam, es la más antigua de la India septentrional y fue construida con materiales procedentes de una veintena de templos brahmánicos.
UNESCO

## Arquitectura

### Materiales
El núcleo de la puerta accesible desde las escaleras internas orientadas al sur es cúbico y en tres lados, y de aproximadamente 2 m de altura; consta de ladrillos quemados cubiertos con arenisca rojiza y losas de mármol blanco, previamente decoradas con inscripciones caligráficas árabes o decoraciones florales.

### Terreno y elevación
El plano de planta de la caseta de entrada es cuadrado de unos 12 m de longitud lateral; la altura total se desvía solo de manera insignificante, de modo que se puede hablar de un cubo completo. Cuatro portales conducen al interior del edificio, uno de ellos desde el lado sur del patio de la mezquita (sahn). La construcción tiene cúpula que descansa en arcos de esquina (trompas).

### Decoración
Además de la estructura arquitectónica, hay varios elementos decorativos geométricos abstractos:
- Los portales y (falsas) ventanas están enmarcados por columnas cuidadosamente trazadas; los marcos exteriores están decorados con cintas de inscripción caligráfica y los arcos del porche ligeramente en forma de herradura adornan una decoración que protege con jarrones o jarras adyacentes (kalashas)
- Las ventanas están llenas de celosías de piedra (jalis) cuya ornamentación geométrica y potencialmente infinita responde a la prohibición iconoclasta islámica.
- Las paredes interiores están cubiertas a modo horror vacui con ornamentos geométricos (en su mayoría hexagonales).

## Galería

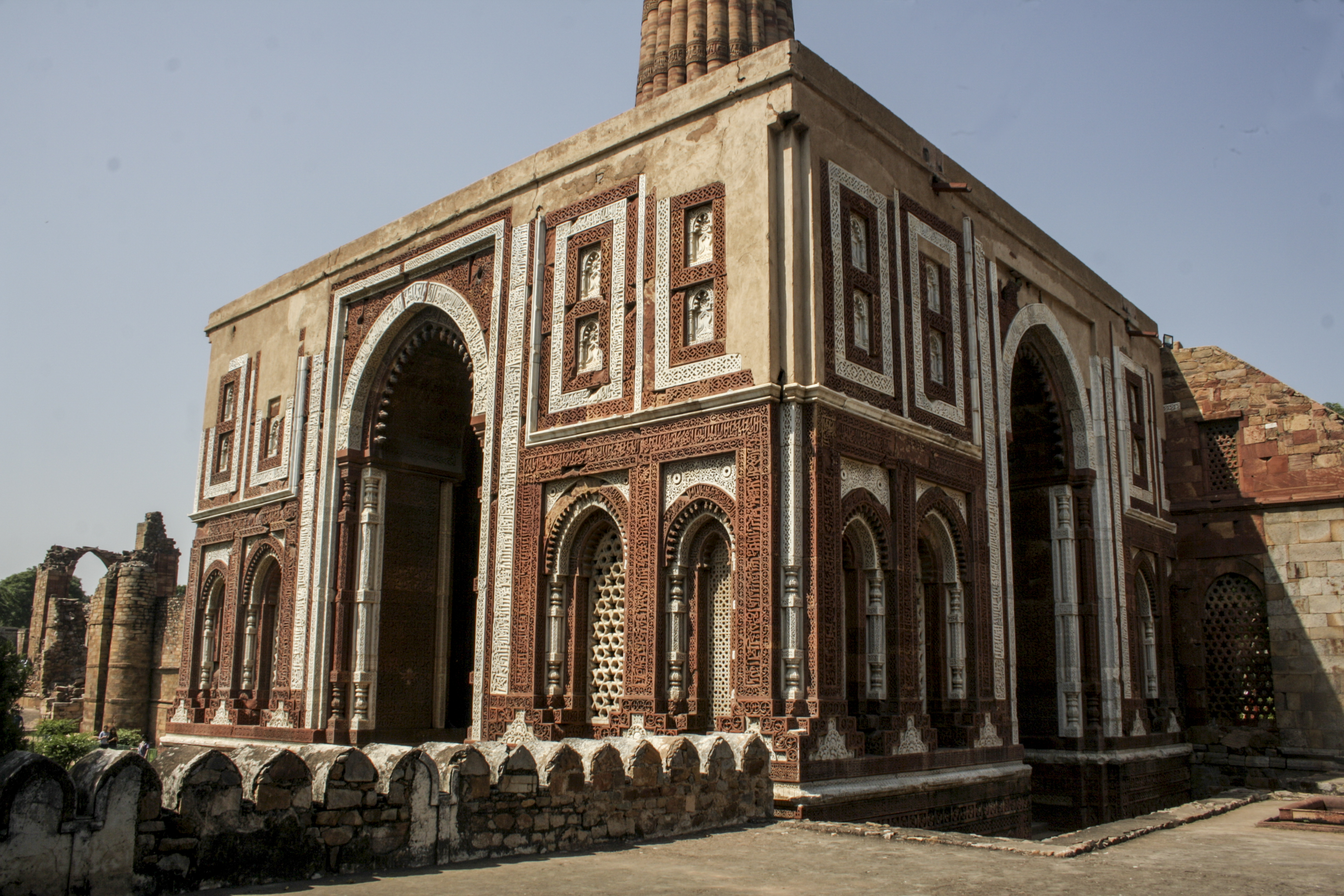
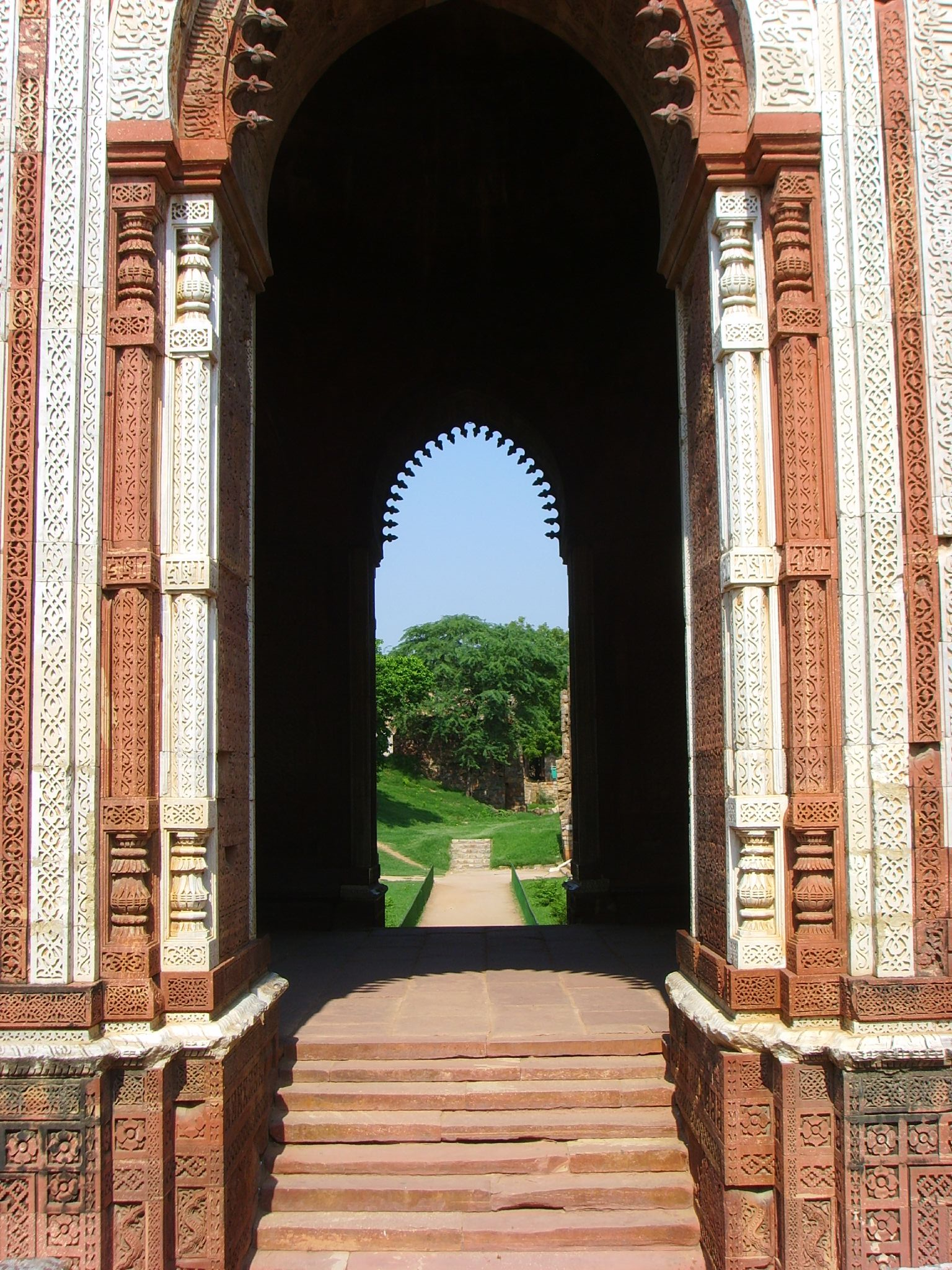
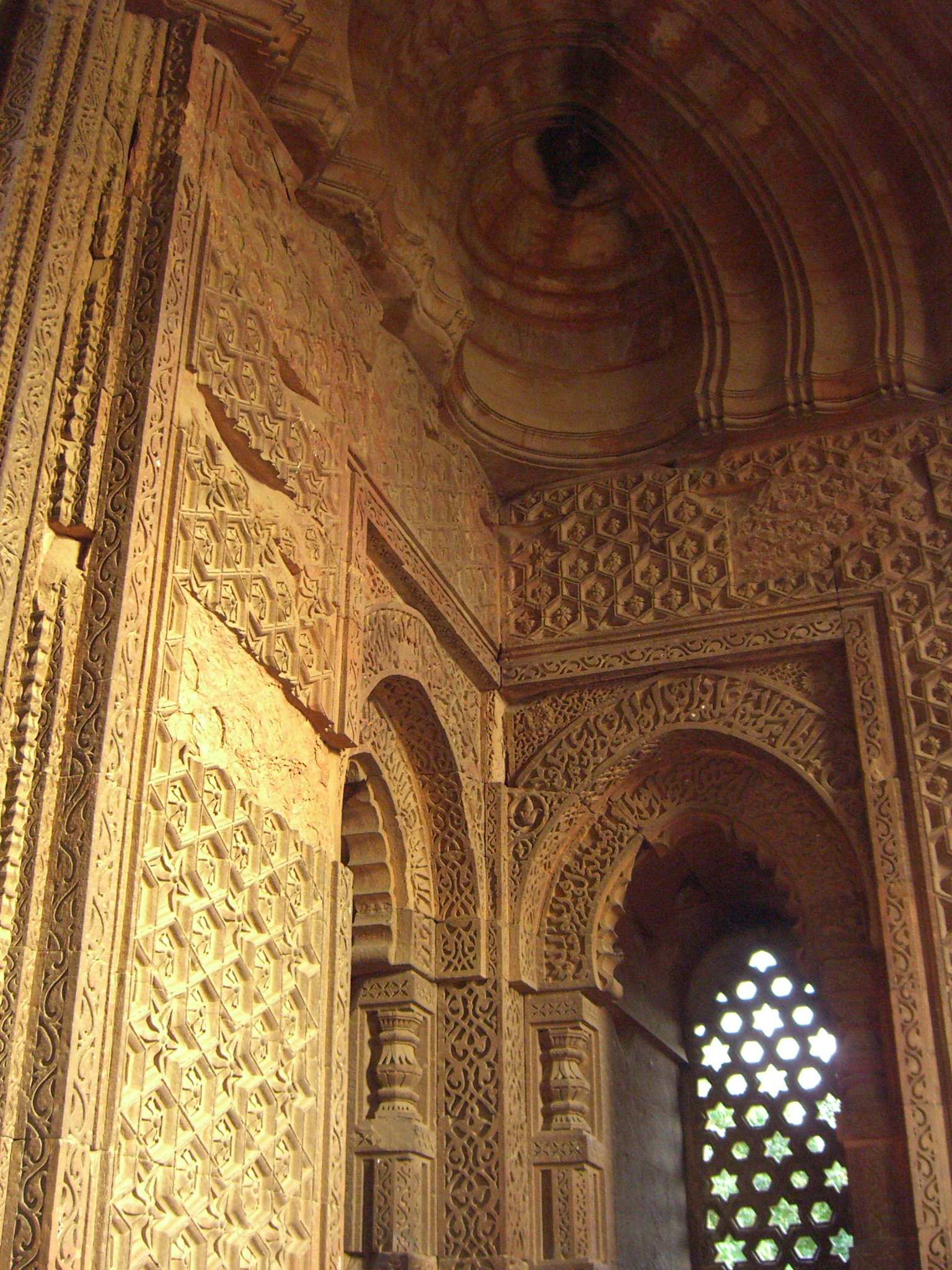
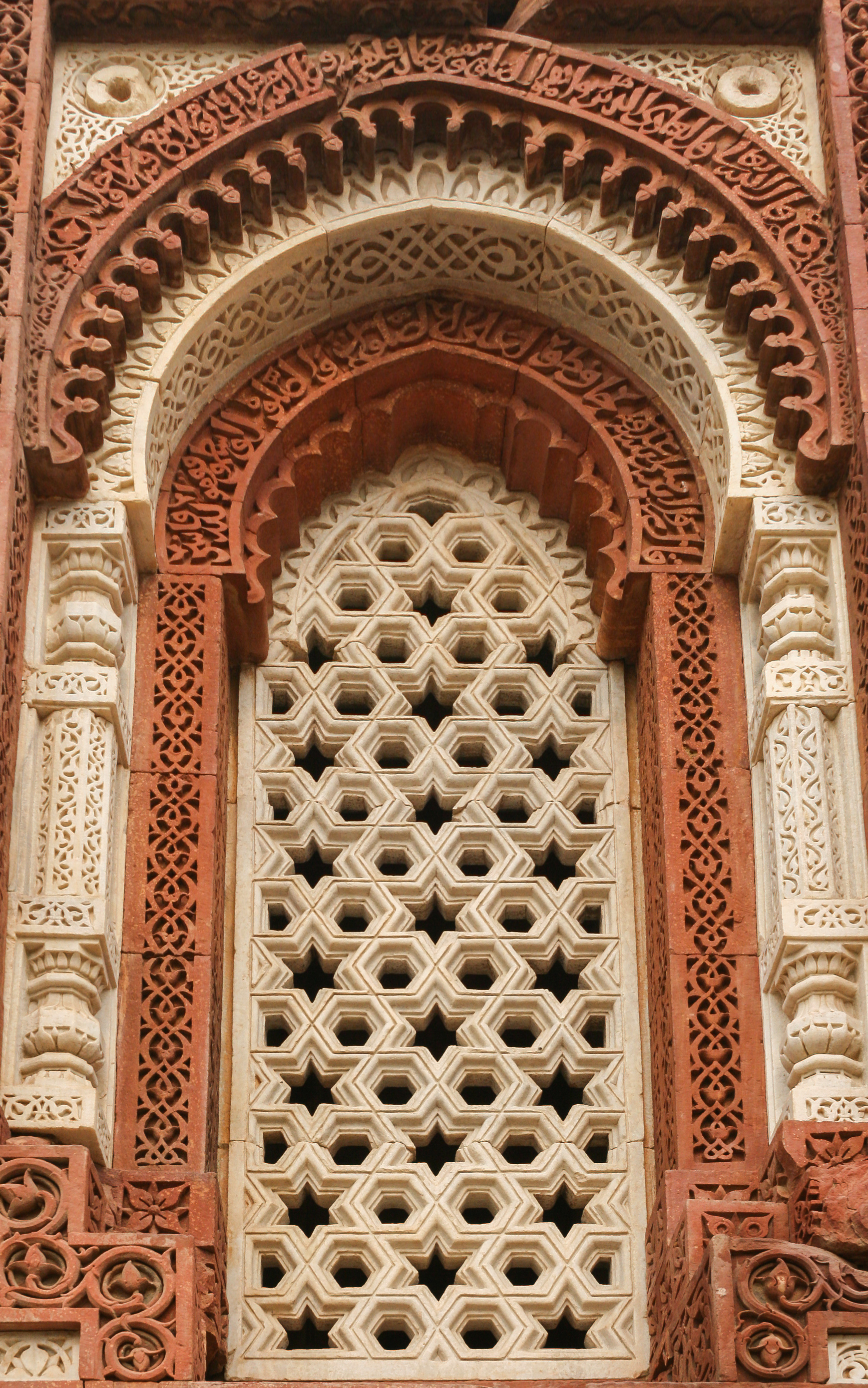
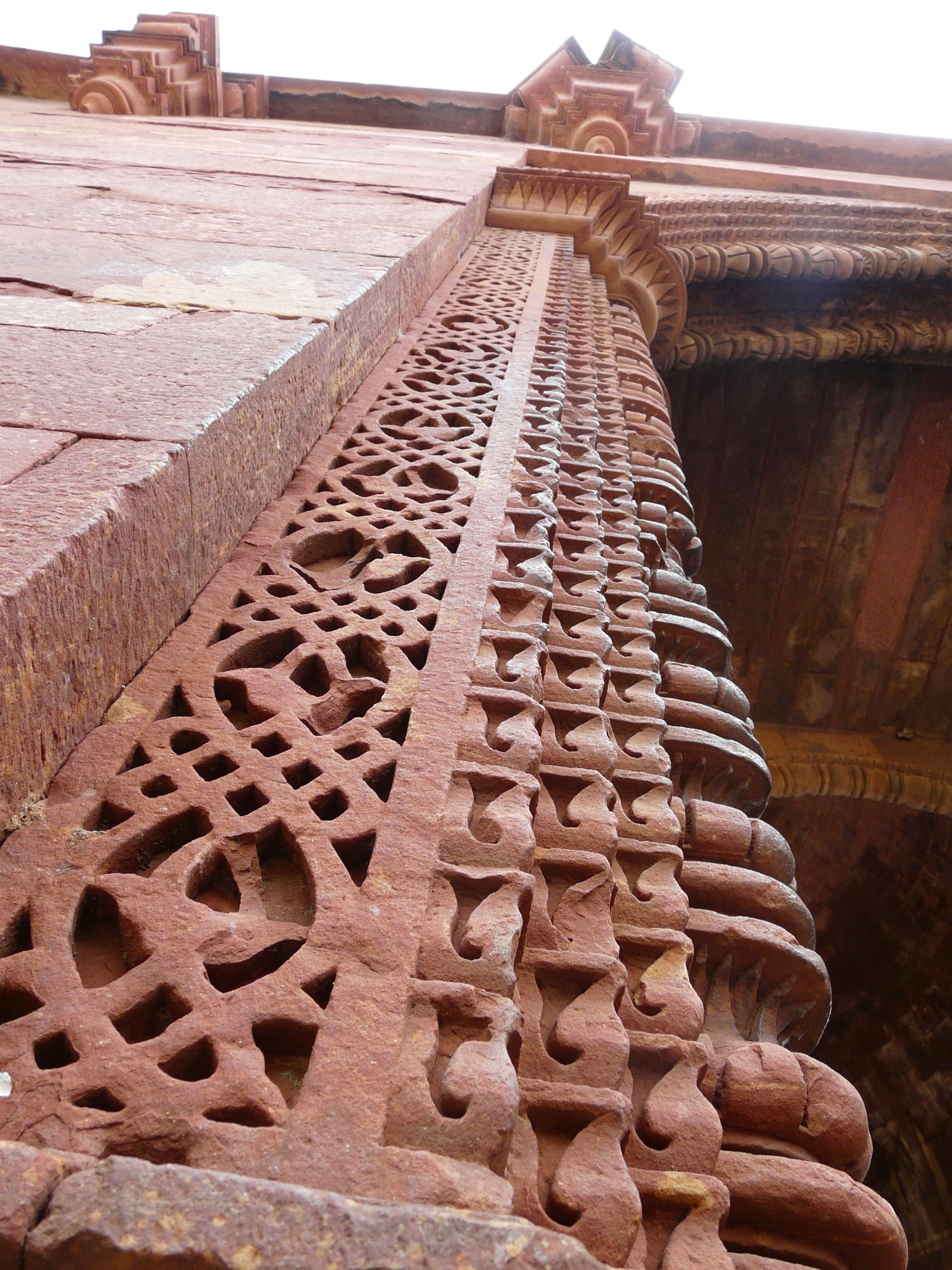
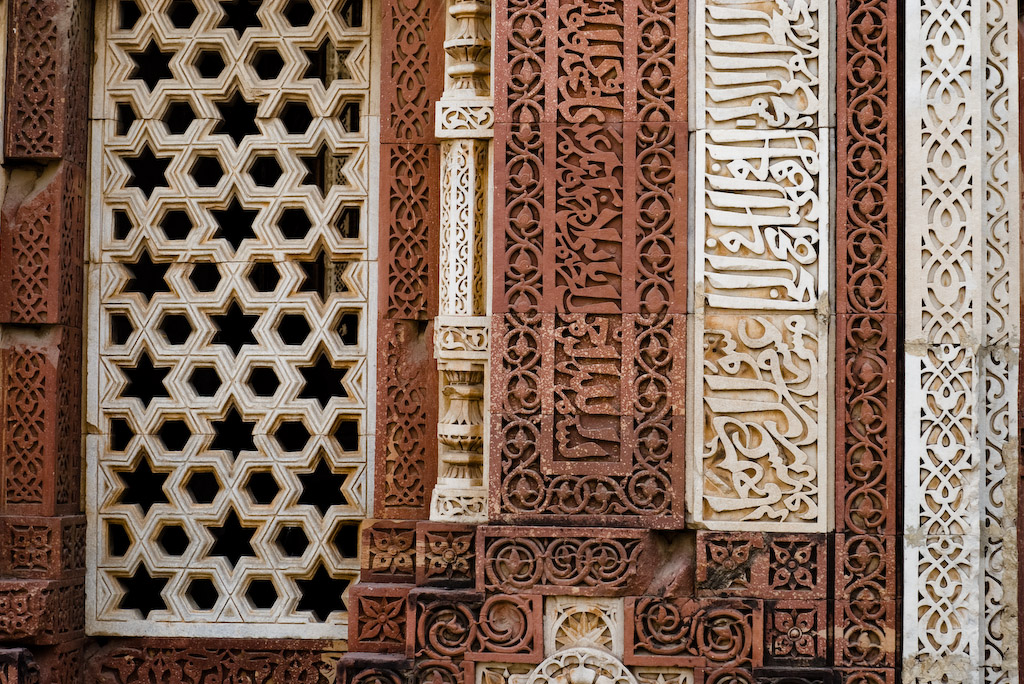
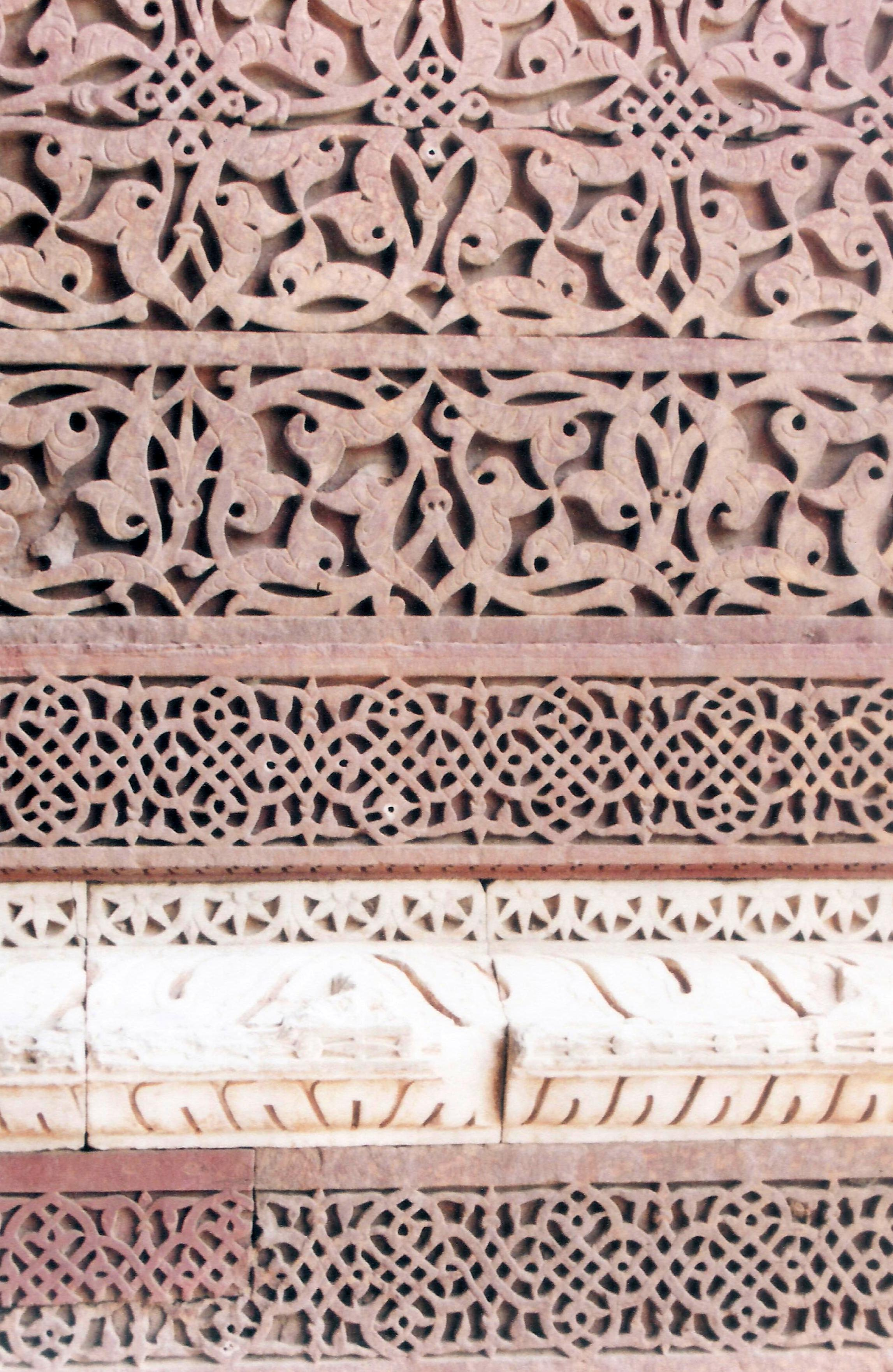